# Uskok północnoanatolijski
Uskok północno-anatolijski – uskok w północnej Turcji, stanowiący geologiczną granicę pomiędzy płytą anatolijską a płytą eurazjatycką.
Na wschodzie w węźle potrójnym Karliova łączy się z uskokiem wschodnioanatolijskim, na zachodzie przechodzi 20 km na południe od Stambułu, i kończy się przypuszczalnie w dnie Morza Egejskiego.